# HICK ルリ13歳の旅
『HICK ルリ13歳の旅』（Hick）は、2011年のアメリカ映画。2011年トロント国際映画祭正式出品作品。

## ストーリー
ネブラスカ州の田舎町で、13歳の誕生日を迎えたルリは、退屈な町を出てラスベガスに向かう事にする。
ヒッチハイクで元カウボーイのエディに乗せてもらうが、途中口論となりルリは車を降りる。
野宿していると、グレンダと知り合い、彼女に同行する。
グレンダの裕福な亭主の家に着くと、そこで使用人として働くエディと再会する。
グレンダ夫妻を二人にするためとエディに言われてルリは連れだされるが、エディは徐々に本性を表し始める。
エディの狂気から逃れるため、ルリは車を降りるが、林に連れ込まれレイプされる。
コテージに着くと、ルリは手足をベッドに繋がれ監禁されてしまう。
コテージにグレンダが現れ、かつて自分も同じ手口でエディに虜にされたと話す。
グレンダがルリを助けようとすると、エディが現れ口論になり、誤ってグレンダを射殺してしまう。
耐えられなくなったルリは、銃を拾いエディを射殺する。
コテージを運営するボーに二人が恋愛のもつれで殺しあった事にしておくと言われ、ルリは家へと戻ろうとするが、バスの車内でボーからのメモを見つけ、行き先をロサンゼルスへと変えて旅を続ける。

## キャスト
| 役名                           | 俳優                       | 日本語吹替   |
| ------------------------------ | -------------------------- | ------------ |
| ルリ・マクミュラン             | クロエ・グレース・モレッツ | 寿美菜子     |
| グレンダ                       | ブレイク・ライヴリー       | 東條加那子   |
| エディ・クリーザー             | エディ・レッドメイン       | 細谷佳正     |
| ボー                           | アレック・ボールドウィン   | 藤原貴弘     |
| タミー・カッター・マクミュラン | ジュリエット・ルイス       | まつだ志緒理 |
| クレメント                     | ローリー・カルキン         | 松本忍       |
| ニック・マクミュラン           | アンソン・マウント         | 松本忍       |
| ブレイン                       | ショーン・サイポス         | 玉木雅士     |
| ロイド・ナッシュ               | レイ・マッキノン           | 志賀麻登佳   |
| ラックス・フィールド           | ボブ・スティーヴンソン     | 後藤光祐     |
| ストレンジャー                 | デイヴ・ヴェシオ           | 藤原貴弘     |
| バーテンダー                   | ジョディ・トンプソン       | 後藤光祐     |
| バスの運転手                   | トロイ・ルードゥシュール   | 志賀麻登佳   |

## 評価
レビュー・アグリゲーターのRotten Tomatoesでは22件のレビューで支持率は5%、平均点は3.10/10となった。Metacriticでは10件のレビューを基に加重平均値が28/100となった。